# بيشة (أسلم)

تعديل مصدري - تعديل

بيشة هي إحدى قرى عزلة أسلم الوسط بمديرية أسلم التابعة لمحافظة حجة، بلغ تعداد سكانها 244 نسمة حسب تعداد اليمن لعام 2004.